# Artūras Norkevičius
Artūras Norkevičius (* 1975 in Šiauliai) ist ein litauischer Politiker, Vizeminister.

## Leben
2004 absolvierte Jankevičius das Bachelorstudium der Polizeiverwaltung an der Lietuvos policijos akademija in Vilnius und 1998 das Masterstudium der Rechtswissenschaft an der Lietuvos teisės universitetas. Er arbeitete am Polizeidepartement am Innenministerium Litauens als Inspektor, bei Lietuvos viešosios policijos biuras als Polizeikommissar-Inspektor, als Leiter der Unterabteilung am Polizeidepartement und bis 2014 bei Gefängnisdepartament am Justizministerium Litauens als Direktor.
Seit 2014 ist er stellvertretender Innenminister Litauens,  Stellvertreter von Saulius Skvernelis im Kabinett Butkevičius.